# Димитър Аврамов (кмет на Русе)
Вижте пояснителната страница за други личности с името Димитър Аврамов.
Димитър Аврамов Петров е български политик, кмет на Русе (3 октомври 1969 – 27 март 1979).

## Биографични данни
Роден е на 17 октомври 1924 г. в Глоджево, Балбунарско. След завършване на основното си образование работи в Тутракан и Русе. Завършва Вечерната гимназия, а после и висше икономическо образование в София.
След дипломирането си е партиен организатор в Иваново и Сливо поле. Известно време е заместник-директор на завод „ЖИТИ“ и на Окръжното търговско предприятие. След това в продължение на 8 години е директор на електропромишления завод „Найден Киров“. Там, заедно с художествения ръководител Иван Донев, създава прочутия не само в България, но и по света фолклорен танцов състав „Найден Киров“.
На 3 октомври 1969 г. е избран за председател на Изпълнителния комитет на Градския народен съвет в Русе.
След изборите за народни съвети през март 1979 г. Димитър Аврамов е секретар на Окръжния народен съвет в Русе в продължение на 8 години. Пенсионира се през 1986 г.
Димитър Аврамов умира на 6 декември 2005 г.